# Ки Таво
Недельная глава «Ки Таво» (ашкеназское произношение Ки Совой; ивр.  כִּי תָבוֹא‎ — «Когда ты придешь [в землю которую Господь, Бог дает тебе в удел]…») — четвёртая недельная глава книги Двари́м (Второзаконие).

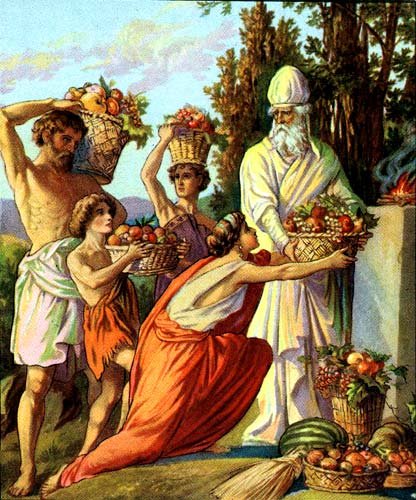
Подношение первых фруктов (בִּכּוּרִים, Бикурим) (иллюстрация к библии, между 1896 и 1913 г., Providence Lithograph Company)

## Содержание главы
Большая часть раздела — это глава о воздаянии, перечисляющая бедствия, которые постигнут народ Израиля, отступивший от заповедей.
Глава начинается с последней части речи Моисея о заповедях, которую он произнес перед смертью. В частности, там описываются некоторые заповеди сельскохозяйственных приношений (бикурим, маасер).
Далее, в главе описываются церемонии, которые израильтяне должны провести, войдя в Землю Израильскую (обновления союза с богом, строительство жертвенника).
Далее описываются проклятия за тяжёлые грехи и описание благословения, которое снизойдет Израилю за соблюдение заповедей.
В конце главы присутствует краткое описание истории исхода из Египта, странствие в Синайской пустыне и завоевание восточного берега Иордана.

## Хафтара
Хафтара — главы из Книги Исайя Глава 60, фразы 1 — 22.